# Noircourt
 Noircourt  es una población y comuna francesa, en la región de Picardía, departamento de Aisne, en el distrito de Laon y cantón de Rozoy-sur-Serre.

## Demografía
| 415 | 495 | 507 | 552 | 662 | 655 | 668 | 635 | 624 | 597 | 566 | 527 | 531 | 482 | 211 | 216 | 191 | 192 | 197 | 215 | 179 | 170 | 148 | 174 | 156 | 145 | 167 | 152 | 103 | 109 | 101 | 92 | 92 |
| Para los censos de 1962 a 1999 la población legal corresponde a la población sin duplicidades (Fuente: INSEE [Consultar]) |     |     |     |     |     |     |     |     |     |     |     |     |     |     |     |     |     |     |     |     |     |     |     |     |     |     |     |     |     |     |    |    |